# W52-FC Porto
W52-FC Porto (código UCI: W52) fue un equipo ciclista portugués de categoría 
Continental.

## Historia
Teniendo como base a la Unión Ciclista de Sobrado fue creado en 2004 como amateur, tomando el nombre de Casactiva/Quinta das Arcas la primera temporada. Desde sus inicios el equipo se enfocó en la formación de ciclistas sub-23.
En 2013 dio el salto a profesional inscribiéndose en la categoría continental y contrató a varios españoles para su plantilla. Entre ellos a algunos que ya se encontraban en el ciclismo luso como Alejandro Marque, Gustavo César Veloso y Delio Fernández. Precisamente estos le han dado las victorias más importantes en la primera temporada como profesional al equipo, con Eduard Prades ganando el Trofeo Joaquim Agostinho y el más importante, la Vuelta a Portugal donde se hizo el 1-2 con Alejandro Marque y Gustavo César Veloso.
En 2019 el equipo ascendió a la categoría Profesional Continental. Un año después regresaron a la categoría Continental.
Durante el año 2022 hubo varios casos de dopaje en el equipo, por lo que decidieron seguir compitiendo en 2023 siendo un equipo sub-23. Sin embargo, en febrero el equipo acabó desapareciendo tras la marcha de los dos principales patrocinadores.

## Material ciclista
El equipo utiliza bicicletas Jorbi y componentes Campagnolo.

## Sede
La sede se encuentra en la freguesia de Sobrado.

## Clasificaciones UCI
A partir de 2005 la UCI instauró los Circuitos Continentales UCI, donde el equipo está desde que ascendió a la categoría continental. Ha participado en carreras de distintos circuitos, con lo cual ha estado en las clasificaciones del UCI Europe Tour Ranking, UCI America Tour Ranking y UCI Asia Tour Ranking. En su primera participación, las clasificaciones del equipo y de su ciclista más destacado son las siguientes:

### UCI America Tour
| Temporada | Clasificación por equipos | Mejor corredor       | Posición |
| 2012-2013 | 21º                       | Gustavo César Veloso | 68.º     |
| 2013-2014 | 25.º                      | Gustavo César Veloso | 84.º     |
| 2015      | 32.º                      | Gustavo César Veloso | 40.º     |

### UCI Asia Tour
| Temporada | Clasificación por equipos | Mejor corredor  | Posición |
| 2012-2013 | 64.º                      | Samuel Caldeira | 227º     |

### UCI Europe Tour
| Temporada | Clasificación por equipos | Mejor corredor       | Posición |
| 2012-2013 | 29º                       | Alejandro Marque     | 72.º     |
| 2013-2014 | 36º                       | Gustavo César Veloso | 41.º     |
| 2015      | 28º                       | Gustavo César Veloso | 39.º     |
| 2016      | 28º                       | Rui Vinhas           | 239º     |
| 2017      | 16.º                      | Raúl Alarcón         | 34.º     |
| 2018      | 31.º                      | Raúl Alarcón         | 137.º    |
| 2019      | 23.º                      | Edgar Pinto          | 190º     |

## Palmarés
Para años anteriores, véase Anexo:Palmarés del W52-FC Porto

### Palmarés 2022

#### UCI ProSeries
| Fechas | Carreras | Ganador |

#### Circuitos Continentales UCI
| Fechas | Circuito | Carreras | Ganador |

#### Campeonatos nacionales
| Fechas | Carreras | Ganador |

## Plantilla
Para años anteriores, véase Plantillas del W52-FC Porto

### Plantilla 2022
| Nombre          | Nacimiento | Nacionalidad | Equipo 2021        |
| Amaro Antunes   | 27/11/1990 | Portugal     | W52-FC Porto       |
| Joni Brandão    | 20/11/1989 | Portugal     | W52-FC Porto       |
| Samuel Caldeira | 30/11/1985 | Portugal     | W52-FC Porto       |
| José Fernandes  | 30/10/1995 | Portugal     | W52-FC Porto       |
| José Gonçalves  | 13/02/1989 | Portugal     | Team Delko         |
| Jorge Magalhães | 10/02/1997 | Portugal     | W52-FC Porto       |
| Daniel Mestre   | 01/04/1986 | Portugal     | W52-FC Porto       |
| Ricardo Mestre  | 11/09/1983 | Portugal     | W52-FC Porto       |
| Guilherme Mota  | 12/07/2000 | Portugal     | Kelly/Simoldes/UDO |
| João Rodrigues  | 15/11/1994 | Portugal     | W52-FC Porto       |
| Ricardo Vilela  | 18/12/1987 | Portugal     | W52-FC Porto       |
| Rui Vinhas      | 06/12/1986 | Portugal     | W52-FC Porto       |